# Soul Survivor ’98
„Soul Survivor ’98” – singel niemieckiej piosenkarki C.C. Catch wydany w listopadzie 1998 roku w Hiszpanii przez Hansa Records. Jest to przearanżowany na ówczesne dyskotekowe standardy (na popularny wówczas eurodance) remix nagrania Soul Survivor, jednego największych przebojów artystki z okresu współpracy z Dieterem Bohlenem. Singel ten promował na hiszpańskim rynku wydany w tym czasie album wokalistki pt. Best of ’98.

## Lista utworów

### Wydanie na CD[1]
1. „Soul Survivor ’98 (Rap Version)” – 3:09
2. „C.C. Catch Megamix ’98 (Long Version)” – 8:00
- Faktyczne długości nagrań różnią się od tych napisanych na okładce tego wydania, wpisane prawidłowo znajdują się na okładce albumu Best of ’98.
- Wersja (Rap Version) nagrania „Soul Survivor ’98” pochodzi z albumu Best of ’98.
- W megamixie (C.C. Catch Megamix ’98 (Long Version)) znajdują się zmiksowane nagrania: „I Can Lose My Heart Tonight”, „’Cause You Are Young”, „Heartbreak Hotel”, „Are You Man Enough”, „Backseat of Your Cadillac”, „Heaven and Hell” i „Soul Survivor”. Megamix ten pochodzi z albumu Best of ’98.

## Listy przebojów (1998)
| Państwo           | Najwyższa pozycja |
| ----------------- | ----------------- |
| Hiszpania (AFYVE) | 8                 |

## Autorzy[3]
- Muzyka: Dieter Bohlen
- Autor tekstów: Dieter Bohlen
- Śpiew: C.C. Catch
- Producent: Dieter Bohlen
- Aranżacja: Dieter Bohlen
- Współproducent: Luis Rodríguez
- Raper: Krayzee